# Scaphytopius stonei
Scaphytopius stonei är en insektsart som beskrevs av Delong 1943. Scaphytopius stonei ingår i släktet Scaphytopius och familjen dvärgstritar. Inga underarter finns listade i Catalogue of Life.